# Tysklands U/18-fodboldlandshold
Tysklands U/18-fodboldlandshold er Tysklands landshold for fodboldspillere, som er under 18 år og administreres af Deutscher Fußball-Bund (DFB).